# Batavia (Nova York)
Batavia és una població dels Estats Units a l'estat de Nova York. Segons el cens del 2006 tenia 16.256 habitants.

## Demografia
Segons el cens del 2000, Batavia tenia 16.256 habitants, 6.457 habitatges, i 3.867 famílies. La densitat de població era de 1.209,3 habitants/km².
Dels 6.457 habitatges en un 29,4% hi vivien nens de menys de 18 anys, en un 42,5% hi vivien parelles casades, en un 13,2% dones solteres, i en un 40,1% no eren unitats familiars. En el 33,7% dels habitatges hi vivien persones soles el 16,2% de les quals corresponia a persones de 65 anys o més que vivien soles. El nombre mitjà de persones vivint en cada habitatge era de 2,34 i el nombre mitjà de persones que vivien en cada família era de 3,01.
Per edats la població es repartia de la següent manera: un 23,4% tenia menys de 18 anys, un 8,7% entre 18 i 24, un 29% entre 25 i 44, un 20,2% de 45 a 60 i un 18,6% 65 anys o més.
L'edat mediana era de 38 anys. Per cada 100 dones de 18 o més anys hi havia 92,2 homes.
La renda mediana per habitatge era de 33.484 $ i la renda mediana per família de 42.460 $. Els homes tenien una renda mediana de 32.091 $ mentre que les dones 23.289 $. La renda per capita de la població era de 17.737 $. Entorn del 10,2% de les famílies i el 12,3% de la població estaven per davall del llindar de pobresa.